# Marquesado de Gandul
El marquesado de Gandul es un título nobiliario español concedido por Carlos II el 25 de noviembre de 1699, con el vizcondado previo de Marchenilla, a Miguel de Jáuregui y Guzmán, señor de las villas de Gandul y Marchenilla, caballero de la Orden de Calatrava, veinticuatro de Sevilla y alcaide del castillo de Constantina.
Su nombre se refiere a la antigua villa de Gandul, hoy despoblada, situada en el actual término del municipio andaluz de Alcalá de Guadaíra, en la provincia de Sevilla. 
Desde el 24 de mayo de 1967 su último titular ha sido María del Dulce Nombre Pacheco y Enrile, VIII marquesa de Gandul, fallecida en Sevilla el 8 de diciembre de 2020. Desde entonces el título permanece vacante.

## Orígenes

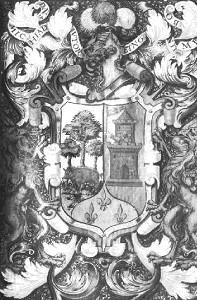
Escudo de los Martínez de Jáuregui, señores de Gandul. Ejecutoria de hidalguía de Miguel Martínez de Jáuregui (1580).

Los Martínez de Jáuregui eran una familia de hidalgos originarios de Vergara, en la provincia vasca de Guipúzcoa. Previo paso por Nájera, se establecieron definitivamente en Sevilla en la década de 1570 y allí prosperaron económicamente gracias al comercio con las Indias. En 1586, Miguel Martínez de Jáuregui, un cargador a Indias hijo de Martín Martínez de Jáuregui (natural de Vergara y de Catalina de Salinas (de Nájera), accede al cabildo municipal de Sevilla con el cargo de caballero veinticuatro y alcaide del castillo de Constantina. En 1593 le compra al duque de Frías y condestable de Castilla, Juan Fernández de Velasco, el señorío de Gandul, compuesto por la pequeña población de Gandul y el castillo de Marchenilla, junto con las huertas y molinos de harina anexos a él, ambos lugares situados en el término de Alcalá de Guadaíra. Miguel Martínez de Jaúregui casó con Isabel Hurtado de la Sal, perteneciente a una importante familia de la oligarquía comercial sevillana, y tuvo con ella ocho hijos. El cuarto hijo varón del matrimonio fue el destacado poeta, erudito y pintor del Siglo de Oro, Juan de Jáuregui.

## La concesión del título
A lo largo del siglo XVII los nuevos señores de Gandul afianzan su posición en el gobierno municipal de Sevilla así como entre las más importantes familias de la oligarquía  urbana. Esta escala social culmina en 1699 cuando Miguel de Jáuregui y Guzmán consigue de Carlos II el título de marqués de Gandul. Siendo caballero veinticuatro representó a la ciudad en la jura de Felipe V como rey de España en la Iglesia de San Jerónimo de Madrid, en 1701
Junto con otros caballeros veinticuatro de Sevilla, recibió en 1710 el cargo honorífico de gentilhombre de cámara como premio al apoyo que el cabildo de esta ciudad venía prestando a la causa borbónica durante la Guerra de Sucesión.
El primer marqués de Gandul ocupó también los cargos de Alcalde de la villa de Cala, Corregidor de Granada y procurador mayor de Sevilla. Murió sin descendencia tras haber contraído matrimonio en dos ocasiones: la primera con María de Esquivel Idiáquez, hija de Juan Francisco de Esquivel y Larraza, oidor de la Casa de Contratación; y la segunda con María de la Concepción Tello de Portugal Guzmán y Medina, hija de los marqueses de Paradas y de Sauceda.

## Cambio de rama familiar
A la muerte del primer marqués en 1737, sus sucesores se enfrascaron en un largo litigio por su título y herencia. No fue hasta 1755 cuando la Real Audiencia de Sevilla sentenció definitivamente a favor de Luis Francisco Pacheco y Guardiola, pariente lejano del primer marqués, y al mismo tiempo se ponía fin al disfrute ilegítimo que al parecer estaba haciendo del mismo un sobrino de Miguel de Jáuregui, Diego de Roa-Maza y Jáuregui. A pesar de esta sentencia firme, durante algunos años la familia vasca de los Álvarez de Eulate defendió sin éxito sus derechos al marquesado de Gandul contra Luis Francisco Pacheco, basando su mejor derecho al título en que eran descendientes de los Jáuregui que permanecieron en Vergara.

## La Casa de Gandul
Al igual que otras familias de la nobleza terrateniente andaluza, los marqueses de Gandul se han dedicado fundamentalmente a la explotación de sus tierras. Sobre todo a partir de las reformas liberales del siglo XIX que dieron fin en España a los señoríos jurisdiccionales. Desde entonces buena parte de la aristocracia andaluza pasó de vivir pasivamente de las rentas a involucrarse de manera activa en la gestión de sus propiedades.
Desde el siglo XIX los miembros de la casa han estado directamente dedicados a actividades relacionadas con la agricultura y la ganadería, como la cría de reses bravas en las dehesas de Gandul y Las Majadillas, la explotación agrícola de tierras o incluso la producción, conserva y comercialización de aceituna de mesa. En las últimas décadas del siglo XX volvieron a ser rentistas ya que la mayor parte de sus tierras fueron arrendadas a otros explotadores (compañías agrarias, cotos de caza, canteras de áridos...).
Los marqueses de Gandul han sido propietarios de tierras en Arcos de la Frontera, Espera, Córdoba (finca de La Jarilla, en la pedanía de Villarrubia) o Utrera, pero el grueso de sus propiedades rústicas se encuentran en el término municipal de Alcalá de Guadaíra, de donde hasta principios del siglo XX eran los mayores hacendados.
Como otras familias de la nobleza sevillana, los marqueses de Gandul han estado vinculados desde su fundación a la Real Maestranza de Caballería de Sevilla, de la que todos los miembros de la casa han sido caballeros. También han sido a lo largo de la historia hermanos de la Santa Caridad, institución benéfica fundada por Miguel de Mañara en el siglo XVII en cuya capilla se han celebrado la mayoría de los enlaces familiares.

## Residencias
Desde los tiempos de los primeros Jáureguis (siglo XVI), los señores y después marqueses de Gandul habitaron en Sevilla una casa solariega situada en la plaza de la Magdalena, frente a la desaparecida parroquia del mismo nombre. Este era un clásico palacio sevillano articulado en torno a un patio con columnas de mármol que en otro tiempo perteneció a la familia Cerón, señores de la Torre de Guadiamar. A principios del siglo XX los marqueses de Gandul se deshicieron de este inmueble y pasaron a residir en diferentes casas del centro de la ciudad (calles Teodosio y Jesús de la Vera Cruz)
Inmediatamente después de adquirir el señorío, durante los primeros años del siglo XVII, los Jáuregui levantaron en la pequeña villa de Gandul una vivienda señorial y casa de labor de estilo protobarroco. El Palacio de Gandul era sede de los señores en su villa y posteriormente centro neurálgico de la explotación agraria a la que quedó reducido el lugar. También en la finca se halla la antigua parroquia de Gandul, dedicada a San Juan Evangelista, bajo cuya capilla mayor se encuentra la cripta que acoge el panteón familiar de los marqueses.
A lo largo del siglo XVIII la villa de Gandul fue despoblándose y los marqueses dejaron de visitar el palacio, quedando reducido a granero y almacén de aperos agrícolas. Permaneció en este estado de abandono durante todo el primer tercio del siglo XIX. Sin embargo, al mismo tiempo que el palacio y la villa de Gandul se sumían en la decadencia, los marqueses mandaron construir una elegante casa de fachada neoclásica en pleno centro urbano de Alcalá de Guadaíra, la cual utilizaron como residencia permanente incluso anteponiéndola a la casa de Sevilla, al menos entre 1780 y 1784. No fue hasta mediados del siglo XIX cuando se rehabilitó el antiguo palacio rural de Gandul, en el marco de la adecuación de la despoblada villa en explotación agraria llevada a cabo por sus propietarios.

## Marqueses de Gandul

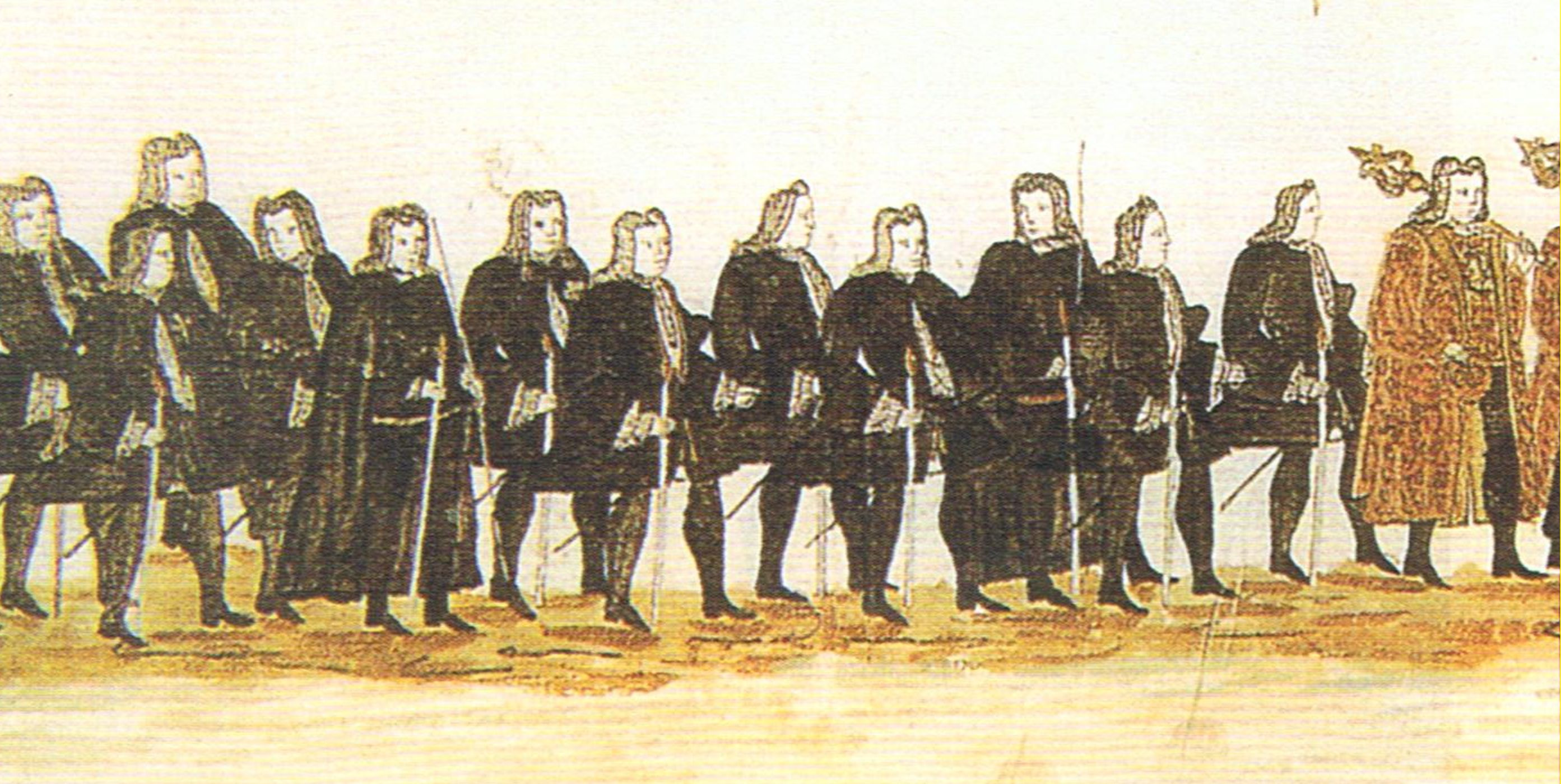
Cabildo municipal de Sevilla asistiendo a la procesión del Corpus Christi, según un grabado de Nicolás de León Gordillo de 1747. Delante va una pareja de maceros y seguidamente los caballeros veinticuatro portando cirios.

- Miguel de Jáuregui y Guzmán. I marqués de Gandul, señor de Marchenilla, gentilhombre de cámara de Su Majestad, caballero de la Orden de Calatrava, caballero maestrante de Sevilla, veinticuatro, alcaide del Castillo de Constantina. Ocupó también los cargos de Alcalde de la villa de Cala, Corregidor de Granada de 1712 a 1715[9] y procurador mayor de Sevilla de 1720 a 1730. Murió sin hijos en 1737.

- Diego de Roa-Maza y Jáuregui. II marqués de Gandul, caballero maestrante de Sevilla y veinticuatro de Granada, sobrino del anterior.

- Luis Francisco Pacheco y Guardiola. III marqués de Gandul, caballero maestrante de Sevilla. Pariente lejano del I marqués, litigó con Diego de Roa-Maza para obtener el título hasta que lo consiguió a la muerte de este en 1755. Casó con Constanza de Ortega y Arias, hija de Pedro de Ortega y Villalobos, alférez mayor de la villa y fortaleza de Espera.
- Álvaro Antonio Pacheco y Ortega. IV Marqués de Gandul, caballero maestrante de Sevilla. Trasladó la residencia familiar durante unos años a la cercana localidad de Alcalá de Guadaíra. Consta que allí fue nombrado Hermano Mayor de la cofradía del Santo Entierro. Después de su regreso a Sevilla, en 1785, aparece en la nómina de miembros de la Real Sociedad Patriótica.[10] En 1788 Álvaro Antonio Pacheco reunió en su casa sevillana a una tertulia de jóvenes poetas neoclásicos autodenominados Academia de los Horacianos, presididos por Manuel María de Arjona y entre los que estaba su propio hijo Francisco.[11] Casó con Manuela Gómez de Barreda y Díaz de Lavandero, con la que tuvo a Francisco, que heredó el título; Álvaro María, que sentó plaza de guardiamarina en 1787; María de los Dolores, que casó con el general Manuel María de Medina Cabañas y Verdes, nombrada en 1830 dama de la Orden de María Luisa; y María de la Concepción, que casó con José de Cepeda y Ortiz de Abreu, maestrante y caballero veinticuatro de Sevilla.

- Francisco Pacheco y Gómez de Barreda (m. 1834), V marqués de Gandul, caballero maestrante de Sevilla. Fue elegido en 1806 por el entonces Príncipe de Asturias como Teniente de Hermano Mayor de la Real Maestranza de Caballería de Sevilla, ostentando el cargo hasta el año siguiente.[12] Poco después de la liberación de la ciudad de la ocupación francesa el 27 de agosto de 1812, fue designado como regidor en el ayuntamiento provisional que constituyó el jefe político superior de Sevilla, Manuel Ruiz del Burgo, por mandato de la Junta Suprema Central.[13] Aunque juró la constitución siempre se mostró partidario del absolutismo de Fernando VII. De hecho acogió en su casa de Alcalá de Guadaíra a la familia real cuando era conducida por los liberales desde Sevilla a Cádiz en junio de 1823. Dos años después, su esposa, Ignacia de Aragón y Saavedra, obsequió al batallón de Voluntarios Realistas de Utrera con una bandera bordada por ella misma y por sus hijas.[14]

- José Pacheco y Aragón (m. 1884), VI marqués de Gandul, caballero maestrante de Sevilla. Formó parte de los primeros terratenientes en introducir la mecanización en la agricultura de la Baja Andalucía, importando desde Inglaterra la más novedosa maquinaria agrícola.[15] Fue el más destacado promotor de la creación del hipódromo de Tablada, en Sevilla. También poseyó una afamada ganadería brava. En su juventud se alistó en los Voluntarios Realistas y más tarde lideró en la política municipal y provincial al partido carlista. En abril de 1870, viajó secretamente a Suiza convocado por el pretendiente Carlos VII para participar en la que se conoció como Asamblea de Vevey, donde se dio un nuevo rumbo al carlismo ante la renuncia de Ramón Cabrera.[16] Con motivo del estallido de la tercera guerra carlista en abril de 1872 fue detenido por el gobernador civil de Sevilla, siendo posteriormente desterrado a Cádiz, donde permaneció hasta que fue amnistiado en 1875. Murió soltero y sin descendencia.

- Francisco Pacheco y Núñez de Prado. Caballero maestrante de Sevilla. Sobrino del anterior. Fue miembro del partido conservador, ocupando el puesto de concejal en el Ayuntamiento de Sevilla durante varios años. También fue designado Delegado Regio de Primera Enseñanza de la Provincia de Sevilla en 1907. Aunque oficialmente nunca llegó a ostentar el título de Marqués de Gandul, de facto fue conocido por sus contemporáneos como tal, ya que era el único heredero de su tío.

- Álvaro Pacheco y Rubio (m. Sevilla, 1966), VII marqués de Gandul (rehabilitó el título en 1920, caballero maestrante de Sevilla. Al igual que otros terratenientes sevillanos temerosos de la reforma agraria que planteaba el gobierno de la República, prestó apoyo al golpe de Estado del general Sanjurjo el 10 de agosto de 1932. El golpe fracasó esa misma noche y el marqués de Gandul fue detenido en Ayamonte junto a su concuñado, Cristóbal González de Aguilar y Fernández-Golfín,  marqués de Sauceda (nombrado por Sanjurjo gobernador civil de Sevilla), cuando se disponían a cruzar la frontera portuguesa.[17] El Tribunal Supremo lo juzgó encontrándolo culpable de evasión de capitales. En consecuencia, el gobierno republicano decretó la expropiación de sus tierras y lo deportó junto con otros condenados por el golpe a un campo de prisioneros en Villa Cisneros, en el antiguo Sahara Español.[18][19] El resto de la familia se exilió en Faro (Portugal) hasta su puesta en libertad que tuvo lugar el 24 de diciembre de ese mismo año de 1932. Casó con Elvira Enrile y López de Morla.

- María del Dulce Nombre Pacheco y Enrile (1938-2020), VIII  marquesa de Gandul, último titular.[20] Única hija y heredera del anterior marqués, contrajo matrimonio con su primo hermano Alfonso Albarracín Pacheco.